# Кулаев, Елкан Владимирович

Мемориальная доска на фасаде дома № 23 на улице Ватутина, Владикавказ

Елкан Владимирович Кулаев (осет. Хъуылаты Ладемыры фырт Елхъан; 12 февраля 1935 года, Ардон, Северо-Осетинская АО — 2002 год, Владикавказ, Северная Осетия) — советский и российский оперный, камерный и эстрадный певец (баритон), композитор. Заслуженный артист РСФСР (1974).

## Биография
Родился 12 февраля 1935 года в Ардоне. Окончил местную среднюю школу, после которой обучался на вокальном отделении училища искусств. Проходил срочную службу в ансамбле Прикарпатского военного округа. После армии обучался на вокальном и композиторском отделениях Львовской консерватории, после которой был солистом Львовской филармонии.
По приглашению Бориса Шарварко переехал в Киев, где с 1965 по 1968 года был солистом Киевского театра оперетты. В 1968 году, будучи на гастролях в Москве, познакомился с министром культуры Северо-Осетинской АССР С. Ужеговым, который пригласил его в Орджоникидзе. С 1969 года — ведущий солист Северо-Осетинского музыкально-драматического театра. В 1970 году снялся в фильме «Последний снег» в роли редактора газеты Маирбека.
В 1971 году поставил премьеру своей первой оперетты «Колдовство», в последующем — музыкальную детскую сказку «Близнецы», оперетту «Тревога». Написал ставшие популярными песни «Ма Ирыстон» и «Хурзарин», которые вошли в золотой фонд осетинской песни.
Указом Президиума Верховного Совета РСФСР от 25 сентября 1974 удостоен звания Заслуженного артиста РСФСР.
Умер в 2002 году во Владикавказе.
Память
26 марта 2019 года на фасаде дома № 23 на улице Ватутина во Владикавказе была установлена мемориальная доска. Авторы: члены академии художеств России Эдуард Шахназаров и Давид Миндорашвили.

## Семья
- Супруга — Ирина Борисовна Третьяк, оперная певица (сопрано)
  - Сын — Алан Кулаев (1964—2021), оперный певец (тенор)
  - Дочь — Агунда Кулаева (род. 1975), оперная певица (меццо-сопрано), солистка Большого театра, заслуженная артистка РФ.
  - Дочь — Ася Кулаева

## Репертуар
- Жорж Жермон — Дж. Верди «Травиата»
- Барон — Дж. Верди «Травиата»
- Шарплес — Дж. Пуччини «Мадам Баттерфлай»
- Демон — А. Рубинштейн «Демон»
- Генрих — Й. Штраус «Летучая мышь»
- Кречинский — А. Колкер «Свадьба Кречинского»
- Джим Кенион — Р. Фримль «Роз — Мари»
- Хамыц — Д. Хаханов «Огни в горах»
- Тасолтан — Д. Хаханов «Ханты цагъд»
- Амран — И. Габараев «Оллана»
- Махар — И. Габараев «Бонварнон»
- Бег — Р. Цорионти «Поляна влюблённых»
- Джамбулат — Хр. Плиев «Фатима»
- Коста, Дзахсоров — Хр. Плиев «Коста»
- Царгас — Е. Кулаев «Близнецы»
- Ирбег — Е. Кулаев «Колдовство»
- Магомет — Р. Цорионти «Трасса юности»
- Бадалаг — Хр. Плиев «Жених сбежал»
- Хасан — Хр. Плиев «Маяки»
- Ануфр — Хр. Плиев «Проделки Ануфра»
- Угалык — Хр. Плиев «Тауче»[4]